# Exorista mimula
Exorista mimula là một loài ruồi trong họ Tachinidae.